# Mixひとびとtango

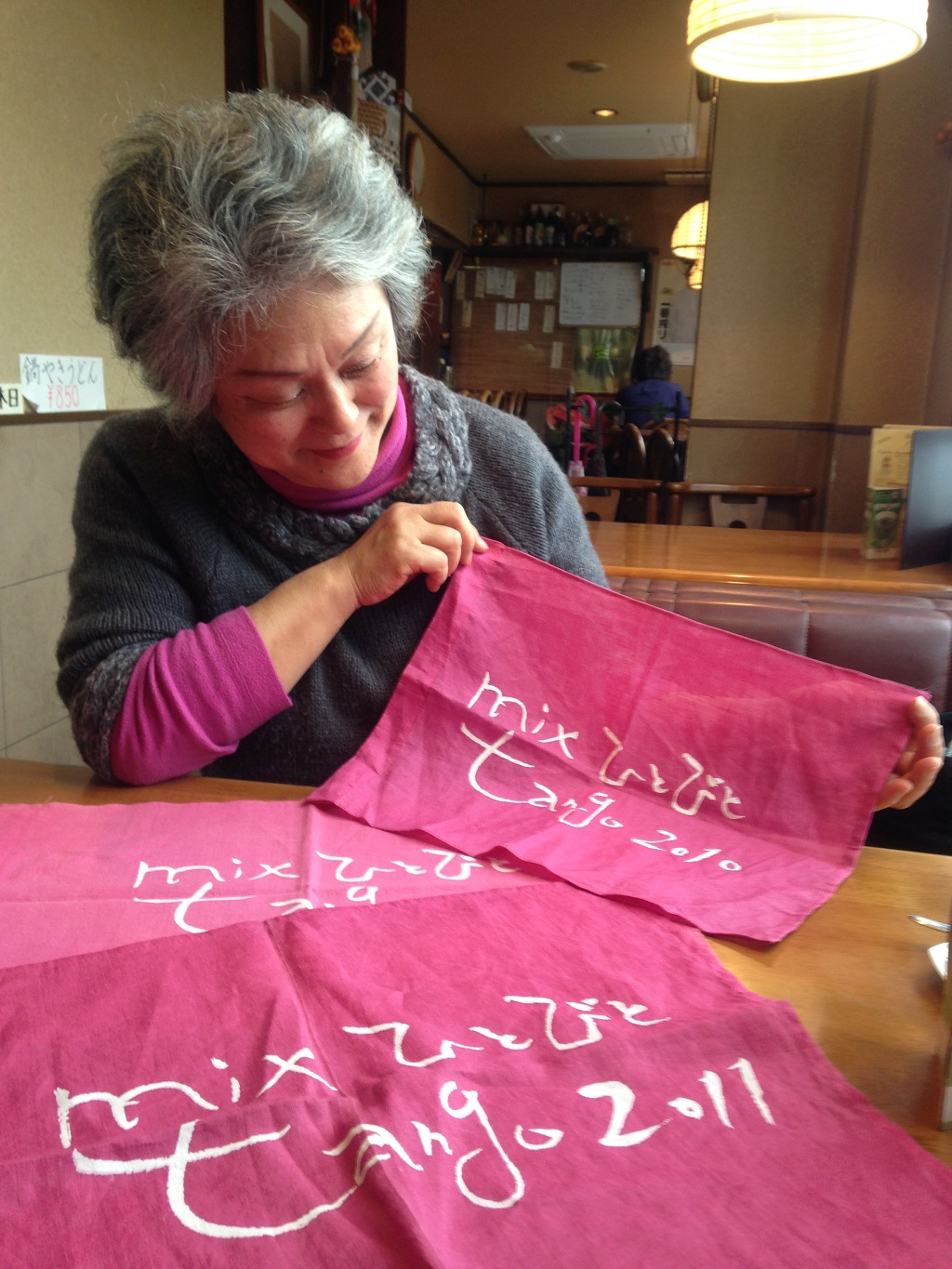
ミクタン2011 ピンク色の旗準備

mixひとびとtango（ミックスひとびとたんご）、通称「ミクタン」は、トラベルコーディネーター・芦田久美子の発案で始まった「草を結ぶ ひとを結ぶ 豊かな土地 丹後」をテーマにした地域体験型イベント。『自由に丹後を歩いて、ひと・もの・自然・風景との出会いを楽しむこと』を目的とする。京都府京丹後市を中心に丹後半島の各地で、ミクタンクリエイターと呼ばれる企画参加者が旅人をもてなす。
2009年（平成21年）からはじまり、2018年（平成30年）の開催を最後に期間を定めた同時開催イベント形式での開催は終了。2019年（令和元年）以降は「日常の中にミクタンを開催するスタイル」に移行した。

## 概要
丹後半島を自由に周遊し、地域の様々な人と人を繋ぐことができる週末イベントとして2009年（平成21年）から2018年（平成31年）まで、毎年5月に開催された。「自由に丹後を歩いて、ひと・もの・自然・風景との出会いを楽しむこと」を目的に、気ままな旅の中で出会った人との交流を楽しんでもらうことを目的とする。工房や酒蔵、カフェ、田んぼ、また個人宅を開放するなどイベント企画者は多岐にわたり、イベント期間中訪れる人との交流を楽しんだ。イベントのメインカラーはピンク。各会場にはイベントロゴの入ったピンク色の旗が目印として使用された。
丹後地域の有志の協力によって毎年数十カ所で開催され、2015年（平成27年）までは京丹後市地域までの開催だったが、2016年（平成28年）より宮津市、与謝野町、伊根町も加わり丹後地域全域へ広がりを見せた。10年間で累計355の企画と3万人以上が参加し、またミクタンのメインイベント以外にも交流会や事業研修会等も行われ、新しい活動を行うきっかけづくりにもなった。
丹後地域にミクタン以外の新しいイベントが増えてきたことや、このミクタンというイベントの形に捉われず、普段の生活でお互いに楽しい時間や場所の共有をしていきたいといった運営側の想いから、2018年をもってイベントは終了した。

## 開催のきっかけ
企画の発案者は芦田久美子。海外アートディレクター及びツアーコンダクターとして長年活動してきた芦田が2008年（平成20年）頃、一時病に倒れ入院した後、それまでの海外中心の仕事を見直し奈良県の「室生の里めぐり」に参加した際、そこで地元の人と交流を楽しむ企画に感銘を受け、同じようなイベントを丹後で実現することをめざして「mixひとびとtango」の企画がスタートした。
芦田は、自身の著書『風景を聴く旅』の出版をきっかけに知り合った人々に「丹後の豊かさを見つけよう」と呼びかけ、地元のバーマン、染色作家やガラス工芸作家らとともに6人で「エンジンルーム」を結成。エンジンメンバーとなったこの6人がそれぞれの知人友人に参加を呼び掛けて企画参加者を集め、2009年（平成21年）に第1回のmixひとびとtangoを開催した。

## 運営体制
ミクタンでは全体の運営に関わる中心メンバーを「エンジンメンバー」、イベントを企画・開催する人を「ミクタンクリエイター」、イベントの参加者を「旅人」と呼ぶ。
エンジンメンバーは毎年6～10人程度の多様な職種のメンバーで構成されている。5月のミクタン開催に向けて、前年の11月にエンジンメンバーで構想会議を行い、1月〜2月にイベントの企画参加者の募集や『ミクタンパスポート』およびWEBページの制作をし、4月に企画者同士の交流会を行う。

## 開催概要

### 第1回（2009年）
2009年（平成21年）5月29日（金）から31日（日）までの3日間、京丹後市内各所の工房や酒蔵などで30件の企画が開催された。
個人が27年かけて収集した貝殻200種類を自宅で公開する「貝の資料館」を開催したり、手作り甲冑の試着会、赤米の田植え見学や地元産の黒豆を利用したおかず味噌づくりなど、市民が各々日常的に行っている趣味や仕事など身の回りの文化や自然で客人をもてなし、丹後の魅力の再発見と人との出会いや繋がりを育み、地域の発展と観光振興を目指した。イベントの場所や内容や市と丹海バスが共同運航する「200円バス」の最寄りバス停などの情報を記したマップは各市民局などで約4,000部が配布され、企画開催地は期間中の目印としてピンク色の旗を軒先に掲げた。
ジャム工房が「ハワイアンキルト展」を開催したり、パン工房がミュージックコンサートを行うなど趣味の延長による企画もあれば、企業がその技能を活かした企画もあった。中浜提灯店（丹後町）では手漉き和紙と地元の竹で作る「丹後提灯」の技を公開し、参加者はミニ提灯をプロの指導のもと手作りした。峰山酒造や竹野酒造が酒蔵を公開して新酒の試飲会などを行ったほか、独自技術の螺鈿織りで知られる丹後ちりめんの工房が公開された。芦田自転車店（弥栄町）では自転車の定期点検やレンタサイクルの提供とともに、ハーブティーやクッキーで来客をもてなした。

### 第2回（2010年）
「音楽 音を楽しむこと・耳を澄ますこと」をテーマに、2010年（平成22年）5月22日(土)～24日(月)と29日(土)～31日(月)の6日間に、京丹後市全域の旧6町（久美浜町、網野町、丹後町、峰山町、弥栄町、大宮町）で開催された。初回である前年の大盛況を受けて、参加企画は30件から50件へと増加し、京丹後市やFMたんご（79.4MHｚ）が後援となって開催を支援した。
開催地を市内3町ごとで各3日間開催に分散し、22日からの3日間は「海辺の散歩　里山のめぐみ　ヒスイ色の空の週」として丹後町・網野町・弥栄町が主な開催地となり、29日からの3日間は「アート満開　田んぼに水　新緑の風に吹かれる週」として主に久美浜町・峰山町・大宮町で開催した。
17軒が共同して各々の自宅の庭を公開するオープンガーデンや、伝統産業である丹後ちりめんの工房がひしめき機織りの音が絶えず聴こえる町を、織手の老婆の話を聞きながら歩く「機音が聞こえる谷のおしゃべりウォーク」など、地域の日常のなかにある魅力を発見する旅が企画された。

### 第3回（2011年）
「つち」をテーマに、2011（平成24年）年5月21日(土)～23日(月)および28日(土)～30日(月)の計6日、37件の企画が京丹後市各所で開催された。前半3日間は峰山町、大宮町、弥栄町エリアを中心に、後半3日間は網野町、丹後町、久美浜町エリアを中心に行われた。テーマの土には、古里・丹後の土を指し大地とつながった暮らしを大切にしたいとの想いが込められている。市内の農家やみそ蔵、寺社などが参加し、お茶を飲みながら話したり、一緒に小物を作ったりするなど様々な企画で「旅人」をもてなした。
21日(土)に弥栄町の女性による地域活性化グループ「ウィメンズやさか野」の代表者・今西芽織と発起人の芦田久美子による「86歳のちおりさんと楽しむ須川渓谷」が企画され、弥栄町野間地区の須川の渓谷をゆっくりと歩きながら、土の匂いをかいだり自然を感じた。
イベント終了後、同年6月19日にはミクタン参加者の交流会が弥栄町の丹後あじわいの郷で開かれ、野だてヨガといった催しを通してお互いの体験を語り合い交流を深めた。

### 第4回（2012年）

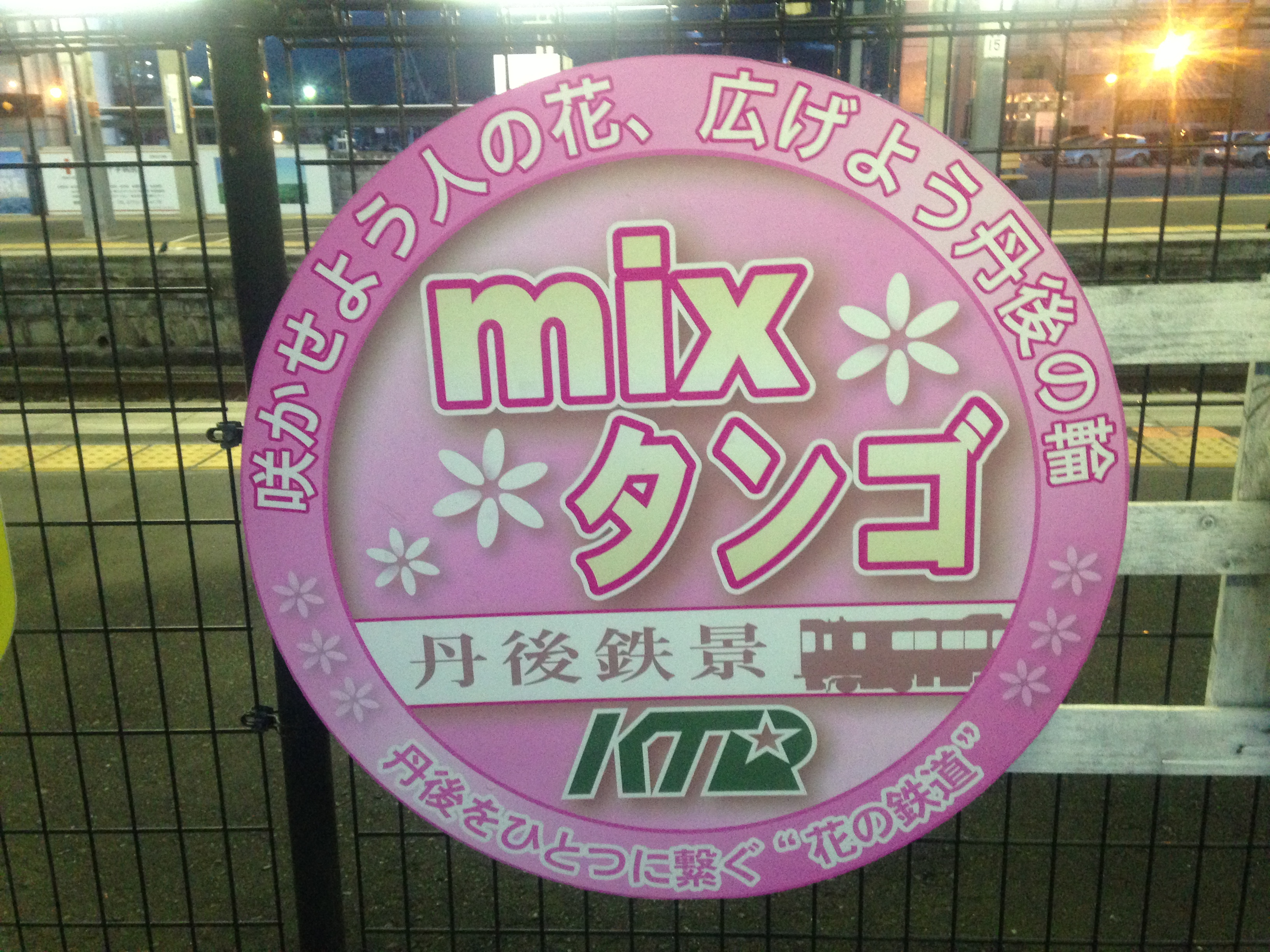
2012年イベント「KTRをピンクに染める日プロジェクト」よりKTRのヘッドマーク

「旅」をテーマに2012年（平成24年）5月19日（土）から21日（月）の3日間と、26日（土）から28日（月）の3日間に、京丹後市内各所で開催された。酒蔵や工房や農家などが各々で趣向をこらした特別企画を用意し、旅人を迎えた。期間中を通して開催された企画は、37件であった。
19日（土）夜には弥栄町の竹野酒造にミュージシャンが集い、演奏を披露するなかで蔵人らが剣舞を披露する「蔵舞バー」が開催され、多くの訪問客が非日常空間で日本酒を味わった。
20日（日）には閉鎖されていた旧丹後木津郵便局が公開され、訪れた人々が絵葉書を書いたり昔話に花を咲かせる「旧丹後木津郵便局の一日」が行われた。旧丹後木津郵便局は1937年（昭和12年）に建てられた木造建築で、往時の写真などが展示された。

### 第5回（2013年）

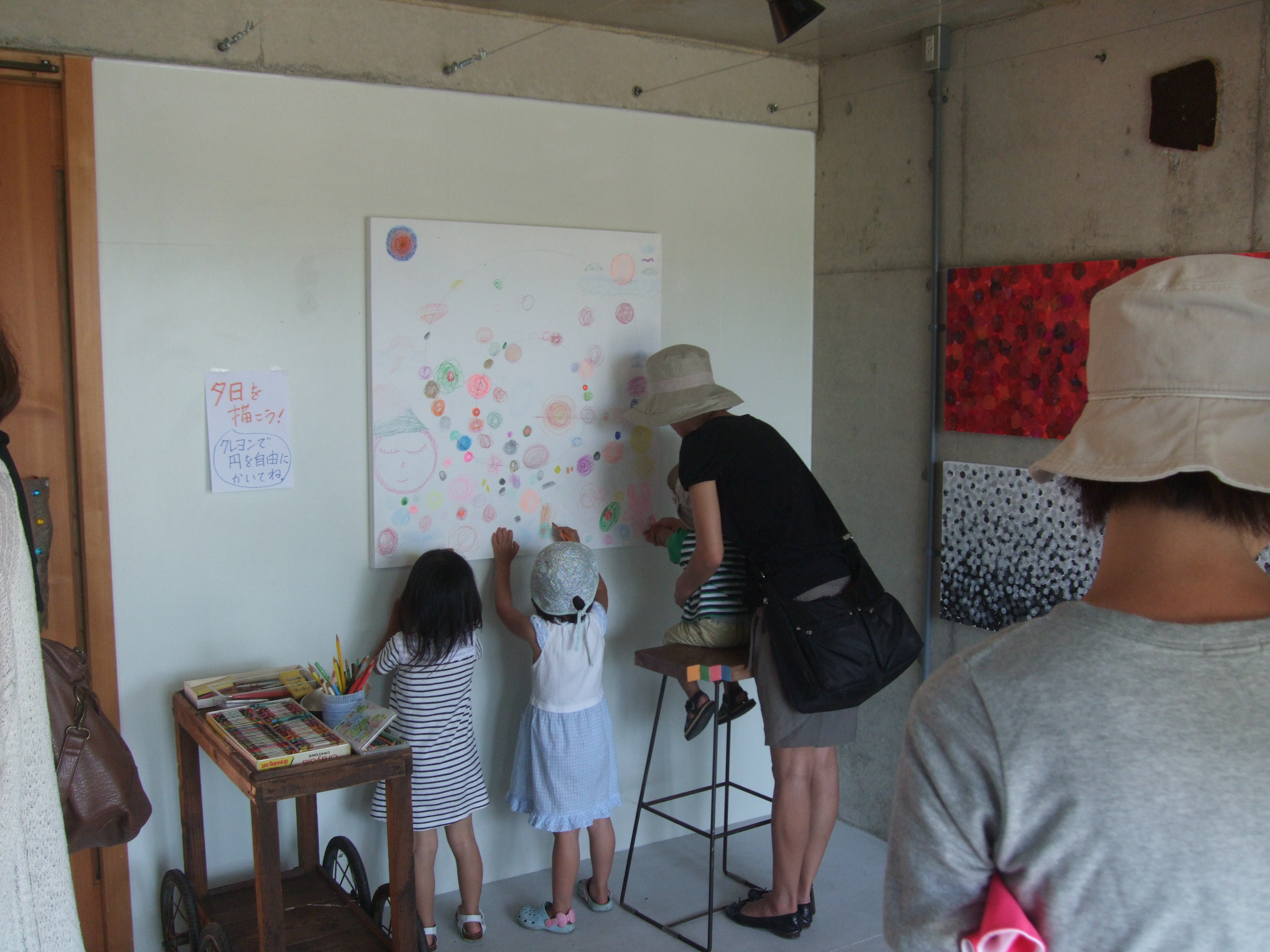
2013年ヒカリ美術館でのイベント「夕日を描こう」の様子

丹後建国1300年、丹後は日本のふるさと。農のある暮らしや文化、美しい海と景観、神話の世界。LOVE「愛」をテーマに2013年 （平成25年） 5月18日（土）から20日（月）の3日間と、5月25日（土）から27日（月）の3日間に、京丹後市内と伊根町の各所で開催された。期間中を通して開催された企画 は45 件であった。郷土史家の芦田行雄ゆかりの建物「古与曾」（弥栄町和田野）では赤米を食す会が開かれた。竹野酒造は「一日だけのバー」を開催した。大宮町の奥大野公民館横の山の斜面に掘られた「丹後の穴」を見学、芋などの貯蔵庫として活用し、戦時中には防空壕にもなり、至る所に存在する。江戸時代の古民家がある大宮町五十河地区の民家苑ではオープンハウスが行われ、江戸時代の武者のぼりが掲げられ、山菜おこわも振る舞われた。峰山町杉谷の小野甚味噌醤油醸造は「醤油こうじ」のワークショップ。第3セクターの北近畿タンゴ鉄道（KTR）が古い車両をリニューアルした「あかまつ」「あおまつ」に手を振って迎え、盛り上げる（12日の体験乗車会と14日の運行開始からゴールデンウィークまで）催しにも協賛した。オリジナルTシャツを販売し、その利益を使って東日本大震災の被災地で復興活動をする人を招いた。

### 第6回（2014年）

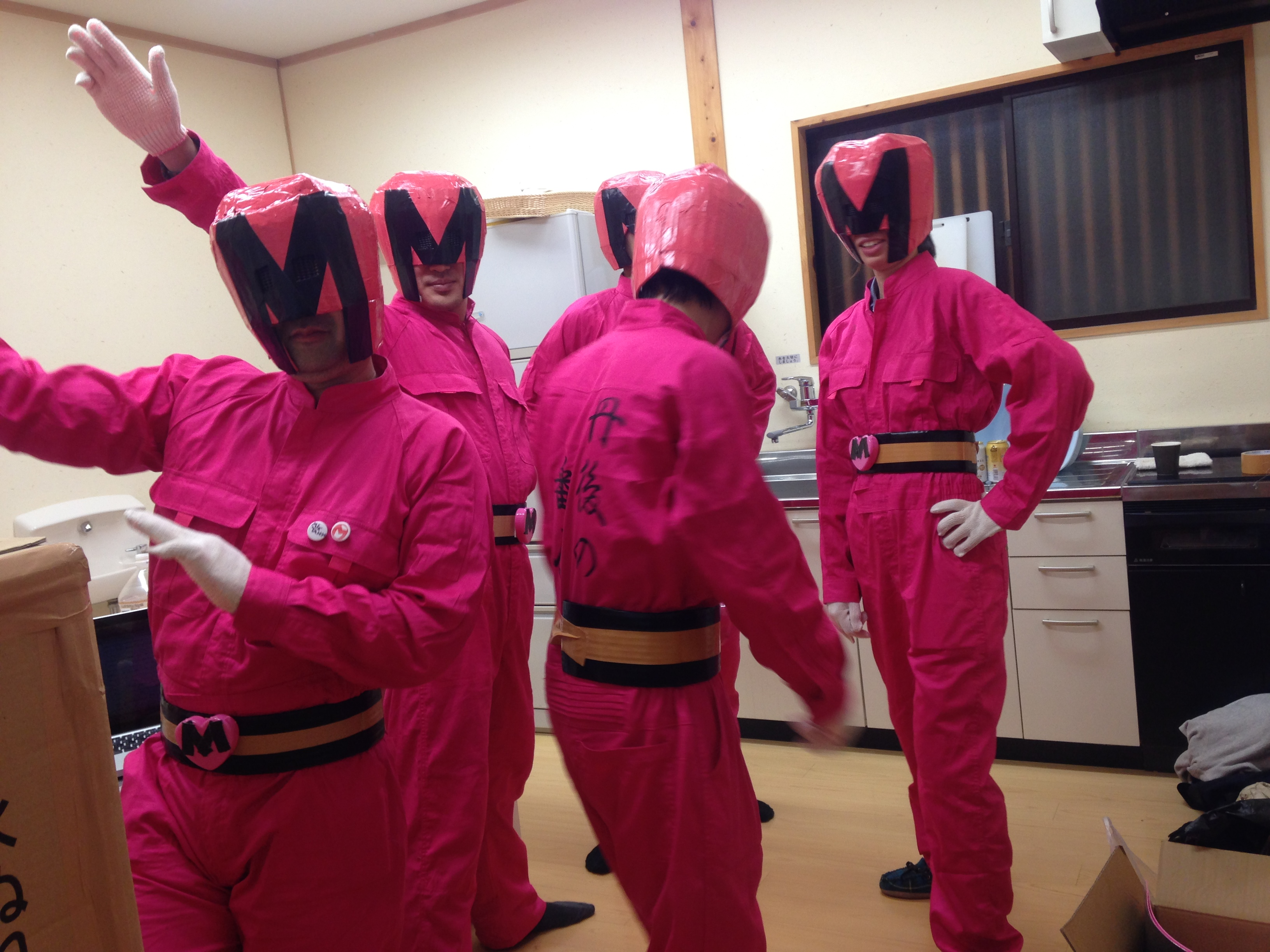
2014年イベント「丹後戦隊ミクタンレンジャー」

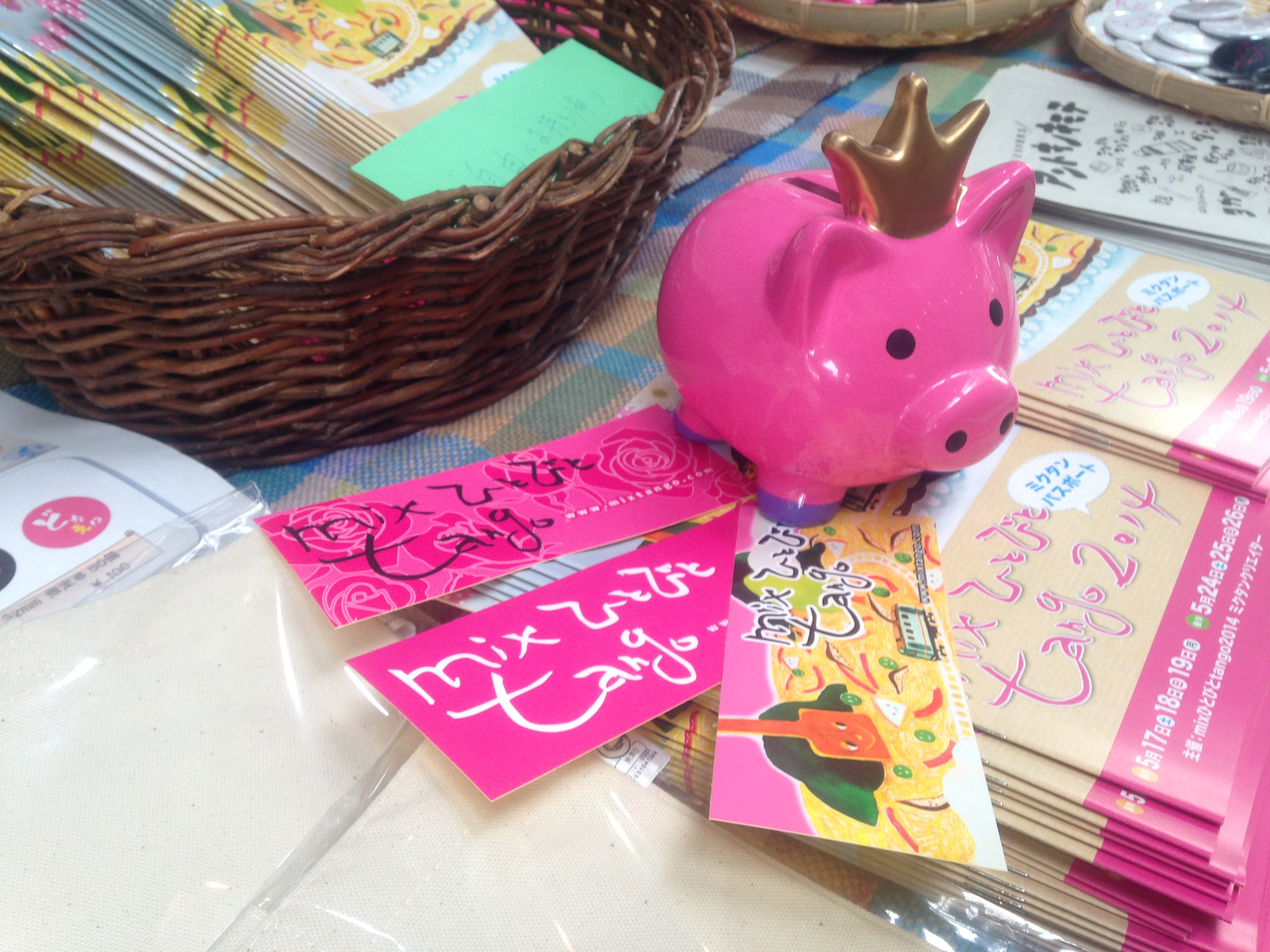
2014年グッズ　ロゴステッカー

2014年（平成26年）5月17日（土）から19日（月）と、24日（土）から26日（月）に京丹後市内各所で計37件の企画が催された。他年度と違い、唯一この年は特に決められたテーマがない。また、イベントに参加するごとにスタンプがもらえ、スタンプを10個以上ためるとプレゼントの応募券をもらえるスタンプラリー企画が実施された。プレゼントは2011年（平成23年）より継続している東日本大震災復興支援として、東北産品の詰め合わせギフトが抽選で贈られた。
この年は、久美浜町のガラススタジオ来夢でステンドグラス展が開かれ、14名により40点の作品が展示された。また、ミルク工房そらでは、当牧場のチーズを食べてほしいという願いをこめて、手作りピザ体験を実施した。古代の赤米を復活させた芦田行雄が建てた古与曾では、古代米がはいったしゃりを使った「ぴちぴちにぎり寿司体験」や、明治時代の広告「引き札」が展示された。　魚菜料理縄屋では、ラーメン鉢持参の1日限りのラーメン屋が開かれた。　廃校になった京丹後市立郷小学校では、「大人の子どもの登校日×アントキノキモチ～絵本展～」が実施された。
主催者代表の市瀬拓哉によると、ミクタンクリエーター（受け入れ先）は、ミクタンで情報発信できるメリットがあり、過去には、段ボール工作が好評だったため、キットの商品化につながったこともあったという。初回から運営にかかわっている渡邉秀信によると、コンセプトのメインは、「人との交流」である。
この年はミクタンのオリジナルグッズが販売された。イベントのロゴが入っている「ミクタン・ミニトートバッグ」、3種類の「ロゴステッカー」、ロゴと丹後弁バージョンの2種類の「感バッジ」（缶バッジ）がある。グッズの収益の一部は、東日本大震災の復興支援へ充てられた。また、翌年の2015年にもグッズ販売が行われた。

### 第7回（2015年）
「暮らすような旅をしよう」をテーマに、5月16日(土)から18日(月)、5月23日(土)から25日(月)の6日間京丹後市全域で開催された。
2015年は、案内冊子「ミクタンパスポート」を京丹後市内の鉄道各駅や道の駅、観光施設で無料配布し、会期中に施設や団体、個人が全25のイベントを実施した。
開催前半の16日は竹野酒造で「蔵舞Bar」が催された。その中で、丹後地域の10代から30代の若者で構成されるダンスユニット「シンクロニティ」が、前年に40年を経て実家の弥栄町に帰郷された特殊メイクアーティストShu Konisiの支援を受け、マイケル・ジャクソンのスリラーを踊り、ホラー映画のような世界観を再現した。一般参加としてメイク担当グループ「ゾンビ製作婦人会＠TANGO」も結成され特殊メイクに挑戦した。
丹後町間人の旅館「とト屋」では、捕れたての魚（アジ、イカ、オコゼなど）で自ら寿司を握る「朝のピチピチにぎり寿司」が開催された。参加者は地元ガイドと共に近くの竹野漁港で魚を購入し、その後30分以内に寿司作りに挑戦した。100貫ほどの握りずしを囲み、地元旅館の女将らと旬の魚や丹後の暮らしについて会話が弾んだ。
弥栄町黒部在住の梅本の農場では「がっかり畑のつまらない企画＆てんとうむし食堂」と題し、トウモロコシやヒマワリの種を植える体験を通し農薬や化学肥料を使わない「百姓の命」の土づくりの現場に触れた。また、梅本の落ち葉や草を活用した土づくりの話に耳を傾けた。

### 第8回（2016年）
2016年（平成28年）5月21日(土)～23日(月)、5月28(土)～30(月)の6日間、自分にとっては暮らしの当たり前なことでも、他者にとっては特別なことに感じられるような「とくべつなふつう」をテーマに、計31件の企画が催された。京丹後市を中心地域とし、この年より宮津市、与謝野町、伊根町も加わり丹後半島一帯での実施となった。
21日(土)にはブルーベリーの栽培や加工等を手掛ける網野町のファームガーデン「空詩土」で、窓辺やプランターでも植物を育てることを楽しんで欲しいと、小さなスペースで育てることができる花や野菜の苗が販売された。また、訪れた人々にはハーブティーが振る舞われ、ゆったりとした時間が提供された。

### 第9回（2017年）
「あの人に、会いに行こう。」をテーマに、2017年（平成29年）5月19日(金)～23日(火)の5日間に開催された。ただし、一部の企画では別日に設定されたものもあった。京丹後市の旧6町のほか、宮津市、与謝野町、伊根町も含めた丹後半島一帯で、全36件の企画が立案・実施された。参加者動員数は2,000人を数えた。
なかでも注目された企画に、京丹後市峰山町の市聴覚言語障碍者地域活動支援センター「てとて」では、宮下富美子による手話体験教室があり、多機能型支援センター「ろむ」を使用する中高生も参加した。手話で自己紹介などをし、お茶を飲みながら交流を図った。大宮町のパン屋「コピンヌ」では20・21日の2日間にかけて歌やウクレレ、ギターを中心とした音楽ライブが開催された。3年目の参加となった網野町の水田重機工業は28日（日）に社のショベルカーの試乗体験を実施し、リアルなアトラクションをこの年から子どもだけでなく大人も楽しむことができるように参加対象を広げた。
一連の企画に関し、京丹後市、宮津市、与謝野町、伊根町、京都府が後援団体として開催を支援した
。

### 第10回（2018年）
「暮らすような旅を、旅のような暮らしを。」をテーマに、2018年(平成30年)5月18日(金)から21日(月)、25日(金)から28日(月)に京丹後市と宮津市の各所で計27件の企画が催された。
この年はミクタン発足10周年であり、10周年を一区切りとしてイベントの開催を終了した。
久美浜町では空き家になっていた築100年の旅館を使用した「浜茶屋」でラーメン屋が開かれ、峰山町ではキルトを使った作品展示や体験コーナーが行われた。

## ミクタンパスポート
ミクタンでは旅というコンセプトに合わせてイベントパンフレットのことを「ミクタンパスポート」と呼んでいる。イベント初期はイベントの場所や内容が掲載された1枚もののマップだったが、2014年から小冊子の形をとり、「ミクタンパスポート」という名前で呼ばれるようになった。イベント概要、各種企画内容、周辺地図等が掲載され、またスタンプラリーや旅の記録ができるメモ欄など開催年度ごとに様々な工夫をこらした。開催当初は京丹後市内の各市民局、丹後鉄道の主要な駅、丹海バス案内所などで配布され、その後イベントが広く知られるようになってからは京丹後市内にある道の駅、温泉施設、ホテル、スーパー、書店、カフェといったミクタンサポート店舗やミクタンクリエイター個人の家で配布された。